# Amerikansk beckasin
Amerikansk beckasin (Gallinago delicata) är en nordamerikansk vadarfågel i familjen snäppor. Den är mycket lik och behandlades tidigare som en del av enkelbeckasinen, men urskiljs numera som egen art. Fågeln är en mycket sällsynt gäst i Europa, med fynd bland annat i Finland och i Sverige spelade en individ på ett hygge i april 2019 och 2020. IUCN kategoriserar den som livskraftig.

## Utseende och läte
Amerikansk beckasin är en typisk beckasin med korta ben, lång näbb och kryptisk teckning, cirka 23–28 centimeter lång. Den är mycket lik enkelbeckasin men den vita bakkanten på vingen är smalare, vingundersidan mörkare och de yttre stjärtpennorna har fler och tätare tvärband. Spellätet, som liksom hos enkelbeckasinen alstras av stjärtpennorna, skiljer sig dock tydligt med sin djupare, nästan pärluggleliknande röst.

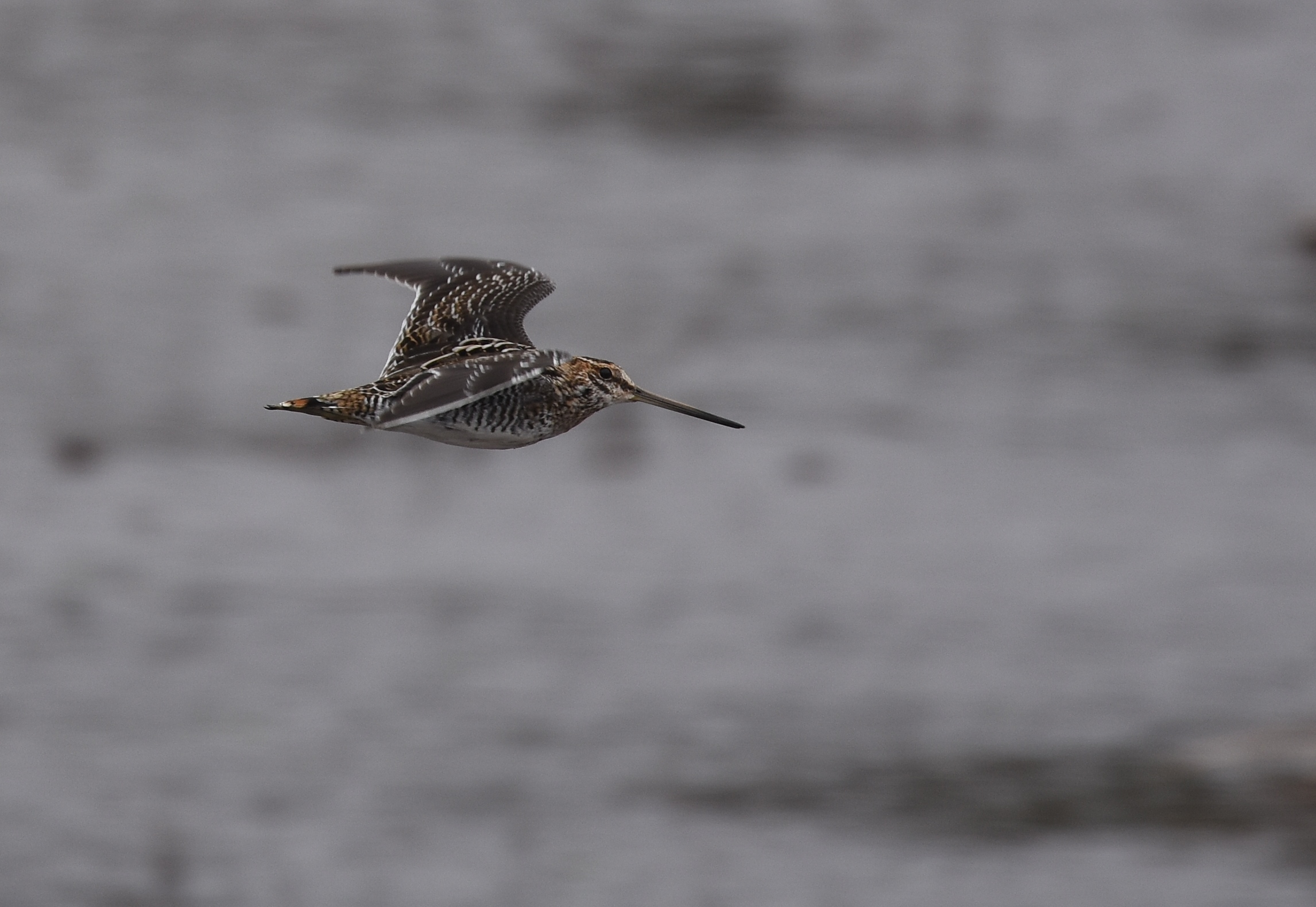
I flykten syns att den vita bakkanten på vingen är smalare än hos enkelbeckasinen.

## Utbredning och systematik
Amerikansk beckasin är en flyttfågel som häckar från Aleuterna och Alaska till södra USA och övervintrar så långt söderut som norra Sydamerika. Den är en mycket sällsynt gäst i Europa, med enstaka fynd från Storbritannien, Island, Finland, Portugal, Frankrike och Nederländerna. I skogarna runt Örbyhus gjordes Sveriges första och hittills enda fynd i april 2019 av en individ som spelade över ett hygge. Individen återkom till samma lokal även i april och maj 2020. På Azorerna uppträder den dock regelbundet, med flera fynd per år.

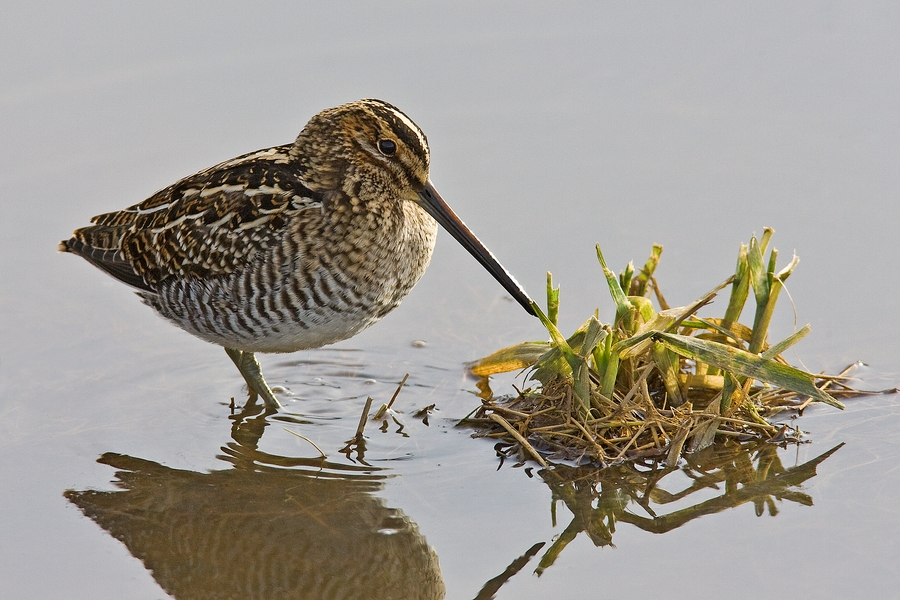
Amerikansk beckasin fotograferad i Richmond, British Columbia, Kanada.

### Artstatus
Amerikansk beckasin har tidigare ofta behandlats som underart till enkelbeckasin (Gallinago gallinago), men urskildes 2002 som egen art baserat på skillnader i morfologi och i spelet.

## Ekologi
Fågeln hittas i all slags våtmarksmiljö, från myrar och gölar till fuktängar och flodkanter. De undviker områden med hög och tät växtlighet. Den övervintrar gärna i risfält och sockerplantage.

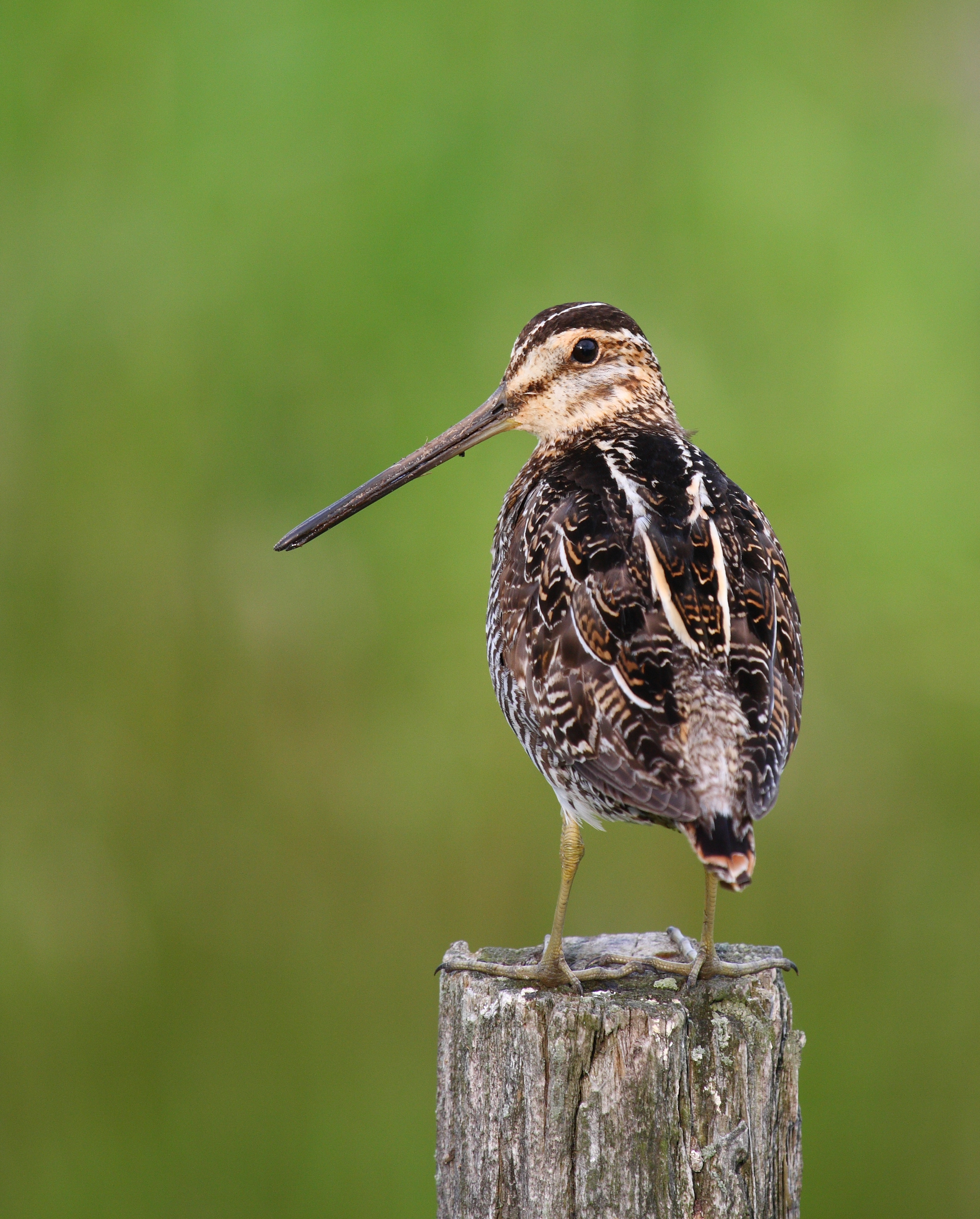

### Föda
Amerikansk beckasin födosöker oftast i gryning och skymning i jakt på huvudsakligen insektslarver, men också sniglar, kräftdjur och maskar. De använder sin flexibla näbb till att gräva i marken efter mat utan behöva lyfta upp den. Tillfälligtvis intar den också små ryggradsdjur som ödlor, grodor, fisk och fågelungar.

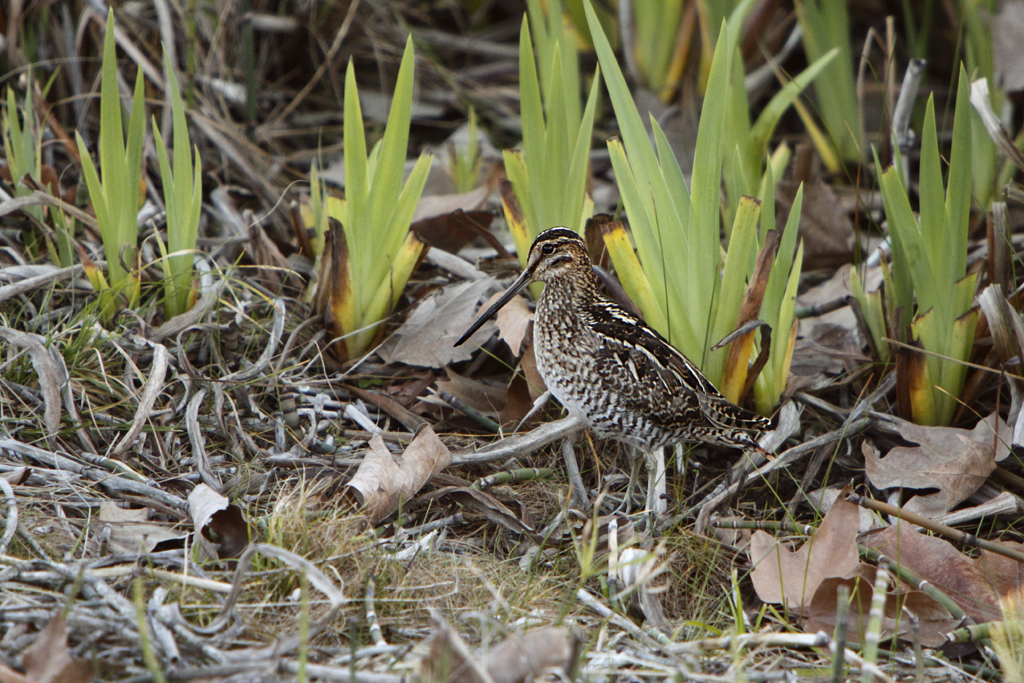

### Häckning
Honan gör en grund grop i fuktig jord som hon inreder med gräs, mer utförligt än de flesta andra vadarfåglar. Hon lägger två till tre ägg som hon ruvar i 18–20 dagar och tar ensam hand om dem fram tills att de är flygga. Då delar hanen och honan upp ungarna mellan sig, hanen de äldre och honan de yngre. Efter de lämnat boet har hanen och honan ingen kontakt.

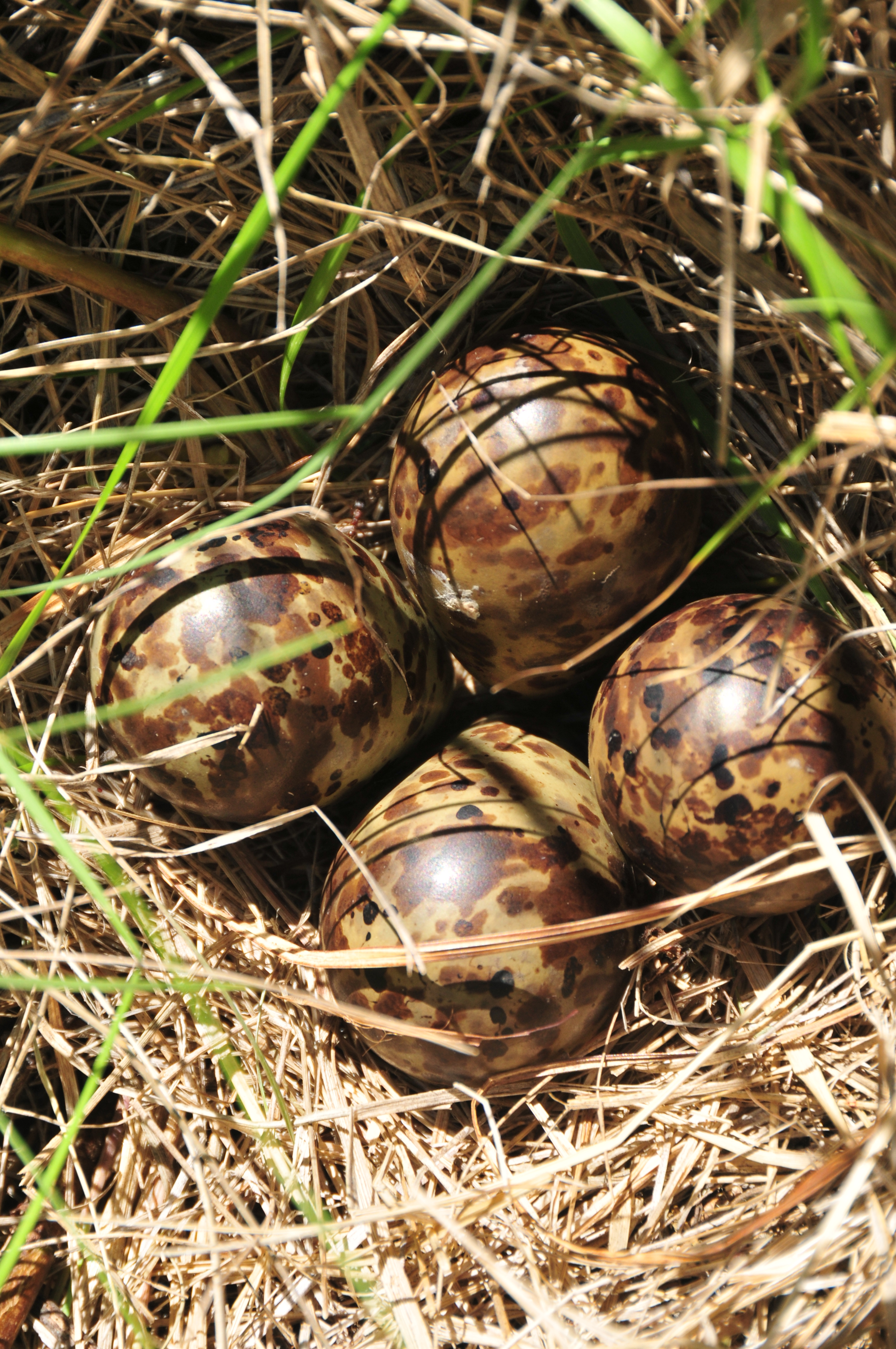
Bo med ungar.

## Status och hot
Arten har ett stort utbredningsområde och en stor population. Beståndet har varit stabilt under perioden 1966–2017, men har ökat något i antal de senaste tio åren.
IUCN kategoriserar därför arten som livskraftig (LC). Världspopulationen uppskattas till två miljoner vuxna individer.

## Namn
Fågeln kallades tidigare wilsonbeckasin på svenska, en direktöversättning från engelskans Wilson's Snipe. Namnet hedrade den skotsk-amerikanska naturforskaren Alexander Wilson (1766-1813). I juni 2025 tilldelades den ett nytt och mer deskriptivt namn av BirdLife Sveriges taxonomikommitté. Det vetenskapliga artnamnet delicata betyder "läcker" eller "delikat".